# 高视乡
高枧乡是中国湖北省咸宁市崇阳县下辖的一个乡。

## 行政区划
高枧乡下辖高枧村、石咀村、中山村、义源村、桃花村、老胡洞村。